# Nogometni klub Lučki Radnik
Il Gruppo Sportivo Magazzini Generali Fiume, noto anche come Magazzini Generali Fiume, è stata una squadra di calcio italiana con sede a Fiume. Dopo la seconda guerra mondiale divenne jugoslava, poi croata con il nome di Fiskulturno društvo Javna Skladišta e poi di Nogometni klub Lučki Radnik. Il club ha disputato nella sua storia un campionato di Serie C.

## Storia
Il Magazzini Generali Fiume, fondato nel 1929, giunse secondo nel Girone A Venezia Giulia della Prima Divisione 1941-1942, ottenendo comunque l'accesso al girone finale dato che la squadra vincitrice del girone era la squadra riserve della Triestina. Il successivo secondo posto nel girone finale della Venezia Giulia alle spalle del 94º Reparto Distrettuale garantì la promozione nella categoria superiore. 
Il club esordì nella stagione seguente in Serie C, ottenendo il decimo posto del Girone A, retrocedendo così nel campionato di zona di Prima Divisione (nel settembre 1943, tuttavia, fu ripescata per decisione della FIGC che annullò tutte le retrocessioni).
Nel maggio 1945 Fiume fu occupata dall'Esercito Popolare di Liberazione della Jugoslavia ed entrò a far parte della zona B di occupazione della Venezia Giulia sotto l'amministrazione militare jugoslava. Le autorità jugoslave sciolsero le società professionistiche (come la Fiumana) ma non quelle aziendali come i Magazzini Generali che poterono così continuare la propria attività come Società Sindacali di Cultura Fisica (S.C.F.). Nella stagione 1945-1946 fu disputato il campionato della città di Fiume, a cui presero parte nove società sindacali e che fu vinto proprio dai Magazzini Generali. Quando la federazione jugoslava decise di ammettere come "ospite" al massimo campionato jugoslavo (Prva Liga 1946-1947) una squadra della zona B di occupazione della Venezia Giulia, la S.C.F. Magazzini Generali reclamò il diritto di partecipare alle qualificazioni istriane in rappresentanza di Fiume sulla base della vittoria del campionato cittadino, ma le altre società concittadine obiettarono che il regolamento di quel torneo non prevedeva l'ammissione della vincente alle qualificazioni istriane e che non sarebbe stato giusto attuarvi modifiche retroattive. Per risolvere la questione fu stabilita la fondazione di una nuova società che avrebbe rappresentato Fiume alle qualificazioni, il Quarnero/Kvarner (il Rijeka attuale).
Con il passaggio della città di Fiume alla Repubblica Socialista Federale di Jugoslavia conseguente alla sconfitta italiana nella seconda guerra mondiale, la società passò a militare nelle serie minori del campionato jugoslavo e poi croato. Nel 1946 i Magazzini Generali cambiarono denominazione in FD Javna Skladišta ("Società di Educazione Fisica Magazzini Pubblici") e nel 1951 in NK Lučki Radnik ("Club Calcio Operaio Portuale"). Nel 2015 andò in dissesto finanziario e fu costretta a dichiarare fallimento per poi essere rifondata come NK Doker Rijeka.